# Kaze to ki no uta
Kaze to ki no uta (風と木の詩, lit. Le poème du vent et des arbres) est un manga de Keiko Takemiya, publié par Shōgakukan dans le mensuel Shōjo Comic à partir de janvier 1976 puis dans le mensuel Petit Flower à partir de 1981. La série durera jusqu'en 1984, et sera éditée au total en 17 volumes. Bouleversant le lectorat shōjo de l'époque, cette série s'est imposée comme un des classiques du manga. Ce manga a notamment contribué au lancement du magazine June (ja), l'un des premiers magazines dédiés au genre Boys' love, et est considéré comme un des pionniers du genre.
Le manga remporte le Prix Shōgakukan dans la catégorie Shōnen en 1980 avec Destination Terra de la même autrice.
De plus, l'œuvre comporte de nombreuses références à la culture et à l'art français et italien. L'autrice s'est inspiré de films comme Les Amitiés Particulières de Jean Delannoy ou encore Mort à Venise de Luchino Visconti.
Il est publié en France à partir de juillet 2025 par NaBan Éditions sous le nom Le Poème du vent et des arbres, dans une édition en dix tomes inspirée par les éditions italiennes et espagnoles, toutes deux parues en 2018, respectivement chez J-Pop et Milky Way Ediciones.

## Synopsis
Kaze to Ki no Uta relate l'histoire de Serge Battour, fils d'un aristocrate et d'une gitane. Prenant place à la fin du XIXe siècle en France, elle se présente sous la forme d'une reconstitution de ses souvenirs de Gilbert Cocteau à l'académie de Laconblade à Provene. Cette œuvre aborde beaucoup les préjugés sociaux, le racisme, l'homophobie, l'homosexualité, l'inceste, la pédophilie, le viol, la prostitution, et la drogue.
Gilbert Cocteau est un étudiant paillard et immoral, qui outre le fait d'assister rarement aux cours, s'engage dans des relations amoureuses avec les autres garçons de l'académie. Mais Gilbert est en réalité un jeune homme au cœur brisé, davantage considéré comme un objet que comme un être humain. En effet, son oncle, Auguste Beau, haute figure de la société, manipule et abuse sexuellement de son jeune neveu. Son influence sur Gilbert est si grande que ce dernier est persuadé de leur amour mutuel, et en reste persuadé jusqu'au bout, même jusqu'à la fin alors qu'il découvre qui est réellement Auguste.
Le jeune Serge au cœur d'or n'ayant pu résister aux charmes de Gilbert, va tout faire pour obtenir son amitié en dépit de celle qu'il entretenait avec les autres étudiants. Et cela ne manque pas de lui attirer des ennuis, surtout de la part des amants jaloux de Gilbert, mais il persévère malgré tout.
Peut-être Serge est-il le seul espoir pour Gilbert d'échapper à sa vie infernale...

## Personnages
- Gilbert Cocteau
- Serge Battour
- Auguste Beau
- Bonnard
- Pascal Biket
- Rosmarinay (Rosmariné)

### Documentation
- Paul Gravett (dir.), « De 1970 à 1989 : Kaze to ki no uta », dans Les 1001 BD qu'il faut avoir lues dans sa vie, Flammarion, 2012 (ISBN 2081277735), p. 368.